# 1908 au Canada
Pour un article plus général, voir Chronologie du Canada.
Cet article traite des événements qui se sont produits durant l'année 1908 au Canada.

## Événements
- Glissement de terrain à Notre-Dame-de-la-Salette au Québec.

### Politique
- 2 janvier : fondation de la Monnaie royale canadienne.

- 1er février : Francis Longworth Haszard devient premier ministre de l'Île-du-Prince-Édouard.

- 17 mars : les Plaines d'Abraham deviennent un site historique national.
- 24 mars : John Douglas Hazen devient premier ministre du Nouveau-Brunswick, remplaçant Clifford William Robinson.

- 8 juin : 
  - élection générale ontarienne de 1908, les conservateurs de James Whitney gagne une seconde majorité consécutive;
  - élection générale québécoise de 1908. Lomer Gouin (libéral) est réélu Premier ministre du Québec.

- 26 octobre : élection fédérale canadienne de 1908. Wilfrid Laurier (libéral) est réélu Premier ministre du Canada. Il fait admettre qu’aucun traité impérial ne pourrait obliger le Canada sans le consentement implicite du Dominion.
- Visite royale du prince George de Galles à Québec pour le tricentenaire de la ville.

### Justice
- Une loi interdit l'usage de certaines drogues au Canada.

### Sport
- Hockey : les Wanderers de Montréal remportent les championnats de la Coupe Stanley.
- Création de la Coupe Allan pour récompenser la meilleure équipe amateure au pays.
- Jeux olympiques d'été de 1908 de Londres :
  - Bobby Kerr gagne la médaille d'or à la course du 200 mètres et la médaille de bronze au 100 mètres;
  - l'équipe canadienne gagne la médaille d'or à la crosse.

### Économie
- 7 mars : fondation de l'Université de la Colombie-Britannique.
- 23 septembre : ouverture de l'Université de l'Alberta.
- Fondation du Department of Railways, Telegraphs and Telephones (futur SaskTel) qui va fournir les télécommunications en Saskatchewan.
- Fondation de Manitoba Government Telephones qui deviendra Manitoba Telephone System puis Manitoba Telecom Services.

### Science
- Frederick Walker Baldwin est le premier canadien à piloter un aéroplane.

### Culture

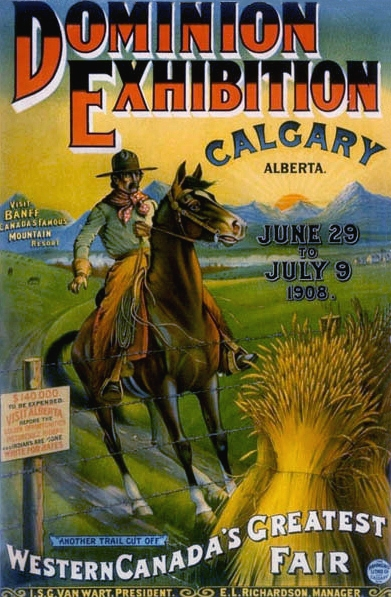
Dominion Exhibition à Calgary en 1908

- Une version anglaise du Ô Canada est produite par le juge Robert Weir.
- Roman Anne... la maison aux pignons verts de Lucy Maud Montgomery.

### Religion
- 8 mai : Saint Jean le Baptiste est proclamé patron des canadiens français.
- 19 septembre : érection de l'Archidiocèse de Vancouver.
- Jean-Baptiste-Arthur Allaire commence ses publications du Dictionnaire biographique du clergé canadien-français.
- Fondation du Mouvement scout du Canada.

### Divers
- 29 janvier : Île-du-Prince-Édouard : le premier ministre de l'Île-du-Prince-Édouard Arthur Peters meurt en fonction à l'âge de 53 ans.

## Naissances
- 10 février : Jean Coulthard, compositrice.
- 15 février : Sarto Fournier, maire de Montréal.
- 7 avril : Percy Faith, Chef d'orchestre.
- 19 mai : Percy Williams, athlète.
- 28 mai : Léo Cadieux, journaliste et homme politique fédéral provenant du Québec.
- 20 juin : Murray Barr, biologiste.
- 20 septembre, Ernest Manning, premier ministre de l'Alberta
- 15 octobre : John Kenneth Galbraith, économiste.
- 24 octobre : Tuzo Wilson, géologue.
- 3 novembre : Bronislau Nagurski, joueur de football.
- 23 décembre : Yousuf Karsh, photographe.

## Décès
- 6 janvier : George Dixon, boxeur.
- 13 janvier : George Anthony Walkem, premier ministre de la Colombie-Britannique.
- 29 janvier : Arthur Peters, premier ministre de l'Île-du-Prince-Édouard alors qu'il était en fonction.
- 31 mai : Louis-Honoré Fréchette, poète et écrivain.
- 14 juin : Frederick Stanley, gouverneur général du Canada.
- 14 août : Alfred Boyd, premier des premiers ministres du Manitoba.
- 7 septembre : Joseph-Guillaume Bossé, homme politique fédéral provenant du Québec.
- 17 septembre : Henri Julien, caricaturiste.
- 30 octobre : Thomas Greenway, premier ministre du Manitoba.
- 16 novembre : Henri-Gustave Joly de Lotbinière, premier ministre du Québec.
- 25 décembre : William McGuigan, maire de Vancouver.